# George Widener
George Widener (* 8. Februar 1962 in Kentucky) ist ein US-amerikanischer Künstler des Art brut.
Bereits als Kind galt er als verhaltensauffällig. Anfang der 1980er Jahre arbeitete er bei der United States Air Force in Deutschland, wo er Spionagematerial auswertete. Sein Studium der Ingenieurwissenschaften in Texas brach er ab und lebte zeitweise in der Amsterdamer Hausbesetzer-Szene. Später wurde er obdachlos, suchte jedoch tagsüber Bibliotheken auf, um dort zu lesen und zu studieren. Im Jahr 2000 wurde bei ihm das Asperger-Syndrom mit einer Inselbegabung für Zahlen und Daten diagnostiziert. Heute ist Georg Widener ein gefragter Künstler, der seine Begabung für den Umgang mit Daten und Zahlen in außergewöhnliche Zeichnungen übersetzt.

## Ausstellungen (Auswahl)
- Magische Architektur, Kunsthaus Kannen, Münster, Frühjahr 2008 (Sammelausstellung)[2]
- Weltenwandler – Die Kunst der Outsider, Schirn Kunsthalle, Frankfurt, Januar 2011[3][4]
- Kunstmesse Armory Show, New York City 2011[3]
- Secret Universe IV, Hamburger Bahnhof, Berlin 2013[5][6]